# Bollie en Billie

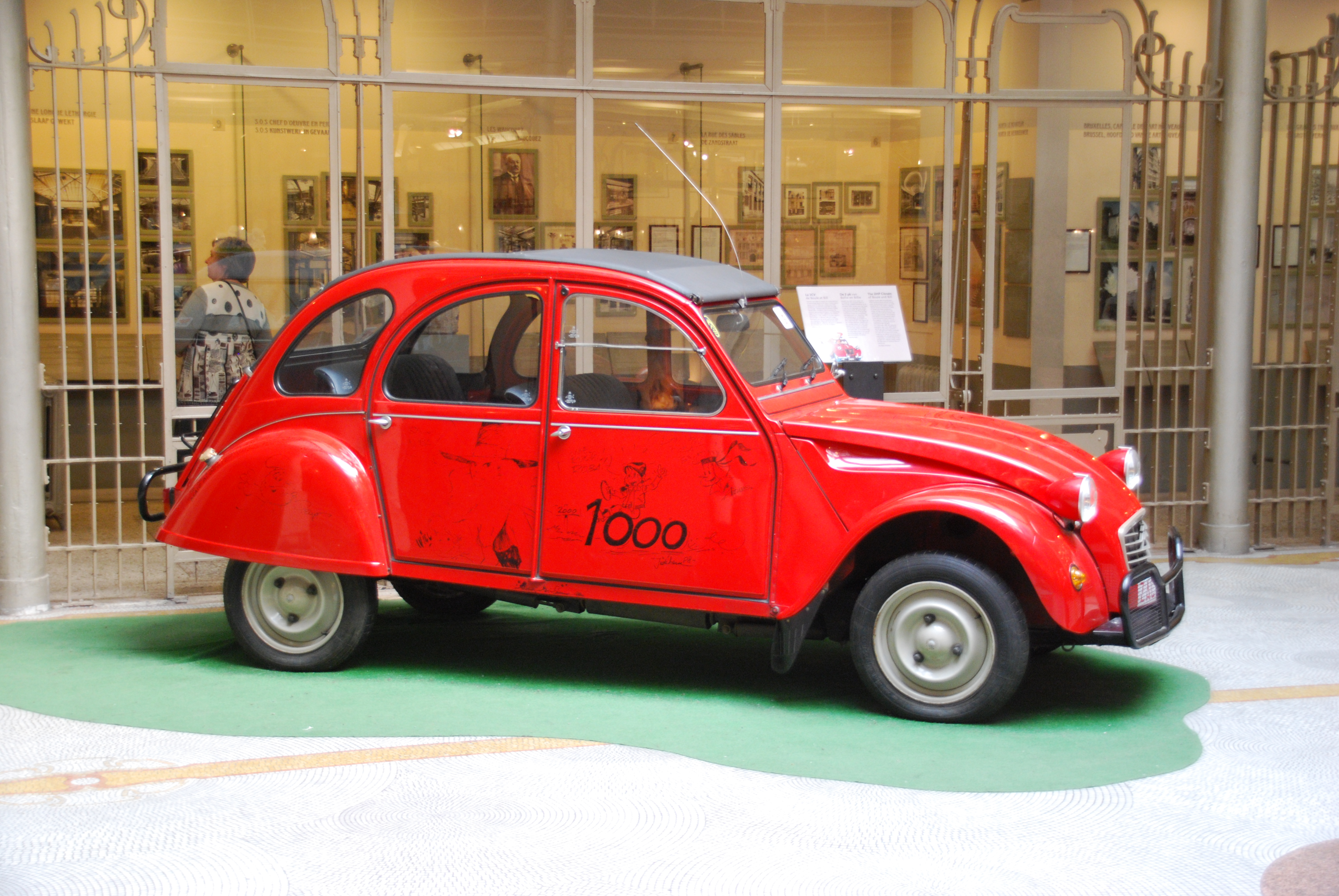
Een rode 2CV (Belgisch Stripcentrum, ter ere van Roba)

Bollie en Billie (Frans: Boule et Bill), ook bekend als Bas en Boef, is een Belgische stripreeks van Jean Roba. De reeks werd ondertussen in meer dan 12 talen vertaald en een 25 miljoen albums werden verkocht.

## Inhoud
De stripreeks gaat over het jongetje Bollie (Bas), zijn hond Billie (Boef) (een cockerspaniël) en hun familie (vader, moeder en schildpad Carolien), vrienden (onder anderen Pim), schoolleven, de auto (een rode Citroën 2CV) en omgeving. De avonturen van Bollie en Billie vormen slechts zelden echte avonturen, het zijn meestal één-pagina-gags met herkenbare situaties. 
Het enige lange verhaal van Bollie en Billie, is Globetrotters. Roba was achteraf niet tevreden met het resultaat en zo kwam er geen nieuw lang verhaal meer in deze reeks.
Die herkenbare situaties is vooral te danken aan de situaties die elk westers jongetje kan tegenkomen binnen zijn eigen gezin en met zijn eigen huisdier. Het ontbreekt echter ook niet aan de nodige fictie. Typerend voor Bollie en Billie zijn de vele dieren die er optreden. Vaak huisdieren zoals honden en katten, maar soms ook exotische dieren en vooral heel veel vogeltjes. Ook typisch zijn de kleine grapjes op de achtergrond, zoals levende schilderijtjes. 

## Geschiedenis
Tekenaar Jean Roba deed meerdere voorstellen voor strips in het weekblad Spirou/Robbedoes, maar Dupuis was niet zo tevreden met zijn werk waardoor die voorstellen geweigerd werden. Roba wou het dan proberen bij het rivaliserende stripblad Tintin/Kuifje, maar Maurice Rosy kon hem overtuigen om nog een poging te doen. Roba wou een strip maken met een jongen en een hond, gebaseerd op zijn eigen zoon (met de bijnaam Bouboule) en zijn eigen cockerspaniël. Rosy maakte met deze personages een scenario waarvan Roba dan de tekeningen maakte. Dat kortverhaal Bollie (en Billie) tegen de mini-haaien mocht van Dupuis wel in Spirou/Robbedoes. Het verscheen voor het eerst in het tijdschrift op 24 december 1959 en zou het eerste verhaal van deze stripreeks worden. Nadien zette Roba de reeks zelf verder en verscheen er het jaar daarop een tweede kortverhaal. Daarna maakte Roba er een gagstrip van. In 1968 werd daarin schildpad Caroline geïntroduceerd, eveneens gebaseerd op het gelijknamig huisdier ten huize Roba.
In Nederland verscheen de strip onder de titel Bas en Boef in het stripblad Sjors. Deze titel werd gewijzigd in Bollie en Billie toen Sjors in 1975 opging in Eppo.
In 2003 stopte Roba met het publiceren, maar de reeks werd sinds nummer 26 verdergezet door zijn toenmalige assistent Laurent Verron, die dezelfde stijl bleef hanteren, zowel inhoudelijk als grafisch. Vanaf album 34 (37 in het Frans) nam Jean Bastide het tekenwerk over. Christophe Cazenove, scenarioschrijver van diverse gagstrips, werkt de scenario's uit. Bastides tekenstijl gaat niet helemaal voort op Serron, maar grijpt terug naar de stijl die Roba in de jaren 80 gebruikte.

## Albums

### Hoofdreeks
1. 60 gags van Bollie en Billie 1
2. 60 gags van Bollie en Billie 2
3. 60 gags van Bollie en Billie 3
4. 60 gags van Bollie en Billie 4
5. 60 gags van Bollie en Billie 5
6. 60 gags van Bollie en Billie 6
7. Gags van Bollie en Billie
8. Papa, Mama, Bollie... en ik!
9. Een hondenleven!
10. Pas op, dolle hond!
11. Hondje - over
12. Die koddige cocker
13. Billies bal
14. Billie is 't beu !
15. Billie! Potdorie!
16. Wat was dat leuk!
17. Weet je 't nog, Billie?
18. Billie, losbollie!
19. Globetrotters
20. Stripcocker
21. Billies biljoen
22. Pas op! Daar zijn Bollie en Billie
23. Dolle pret!
24. Bwuffallo Billie?
25. De vier seizoenen
26. Wat 'n vertoning !
27. Bollie's beestenbende
28. Billie zet 'n boompje op
29. Beste Maatjes
30. Enteren!
31. Een schat van een hond
32. Beestenboel
33. Het spoor bijster
34. Billie apporteert als de beste!
35. Symfonie in Billie groot
36. Uitgelaten!
37. Wie is de mooiste van het land?
38. Billie en Karo voor het leven
39. Koning deugniet
40. Billie komt er altijd onderuit
41. Doe niet alsof, Billie
42. Maak dat de kat wijs

#### Herziene uitgave
In 2019 werden de Franse albums die bij Dupuis verschenen opnieuw uitgegeven. Dat zijn er 24, in het Nederlands zijn dat 21 delen. De gags zijn chronologisch opgenomen en sommige albums kregen een nieuwe coverplaat. De Franse reeks verschijnt in één keer. Ook in het Nederlands wordt de reeks volgens deze formule uitgegeven, zij het gespreid.
1. Zo Bollie, zo Billie (2019)
2. Bollie en Billie gaan aan de gang! (2019)
3. Vrienden gaan voor! (2020)
4. Het systeem Billie (2020)
5. Billie en de bellen (2020)
6. Weet je nog, Billie? (2020)
7. Wie niet weg is… (2021)
8. Wat was dat leuk! (2021)
9. Het beest is los! (2021)
10. Modelhond (2021)
11. Hondje-over (2021)
12. Die koddige cocker (2021)
13. Papa, Mama, Bollie... (2022)
14. Een hondenleven! (2022)
15. Pas op dolle hond! (2022)
16. Hond-in-'t-veld!(2022)
17. Wat een Billiefde! (2022)
18. Billies bal (2022)
19. Globetrotters (2023)
20. Billie! Potdorie! (2023)
21. Billie losbollie (2023)

### Buiten reeks
- Bollie (en Billie) tegen de mini-haaien, het eerste verhaal van Bollie en Billie
- Hoe Sabena vleugels kreeg, reclame-uitgave voor Sabena
- Billie heeft cachet, uitgave van het Belgisch Centrum voor het Beeldverhaal/De Post
- Billie is verdwenen, samenwerking van diverse striptekenaars, ter ere van het 20-jarig bestaan van de reeks
- Bollie & Billie vieren feest, ter ere van het 40-jarig bestaan van de reeks
- Foto album, album met diverse illustraties

Deze lijst is incompleet.

#### Reclame-uitgaven voor het Instituut van de Onderneming
- Bollie en Billie richten een bedrijfje op!
- Op ontdekkingstocht naar de onderneming
- Het bedrijfje van Bollie & Billie
- Het bedrijfje van Bollie & Billie in Europa

## Bewerkingen

### Animatiereeksen
Midden jaren 80 waren Bollie en Billie op televisie als tekenfilmserie. De stemmen in de Nederlandse versie werden vertolkt door Paula Majoor die de stem van onder andere Bollie en moeder insprak, en Ger Smit die de stemmen van Billie en vader insprak. Ze deden ook de overige stemmen.
In 2014 startten France Télévisions, Dargaud Media en Belvision de productie van een nieuwe animatiereeks die 2D en 3D combineert. De 52 afleveringen duren elk 12 minuten. Ze worden sinds 2016 in het Nederlands uitgezonden door Zapp.

### Spin-off: P'tit Boule & Bill
In het najaar van 2011 startte Dargaud een reeks met geïllustreerde voorleesboekjes rond Bollie en Billie. De reeks heet P'tit Boule & Bill (letterlijk: "kleine Bollie en Billie") en verschijnt alleen in het Frans. Bollie en Billie zijn er te zien in een jongere versie dan in de strips. Jeugdauteur Laurence Gillot is de schrijfster, (strip)tekenaar José Luis Munuera zorgt voor de illustraties.

### Films
In 2013 verscheen een Franstalige live-action-langspeelfilm van Bollie en Billie, met als titel de Franse naam van de reeks, Boule & Bill. Alexandre Charlot en Franck Magnier regisseerden de Frans-Belgisch-Luxemburgse film. Bollies ouders werden gespeeld door Marina Foïs en Franck Dubosc en Bollie door Charles Crombez. Het verhaal speelt zich af op het platteland in de jaren 70. Bollie krijgt er de asielhond Billie, die probeert te verhinderen dat het gezin naar Parijs verhuist.. De film werd op Zapp uitgezonden in de Nederlandse nasynchronisatie.
In april 2017 verscheen het vervolg, Boule & Bill 2. De film werd geregisseerd door Pascal Bourdieux en de rol van de moeder werd nu gespeeld door Mathilde Seigner en de rol van Bollie door Charlie Langendries. In de film wordt Bollie geconfronteerd met een nieuwe klasgenoot en de vader van Bollie met een nieuwe baas.

## In het straatbeeld
- Sinds 1991 prijkt op een muur in de Brusselse Reebokstraat een tekening van Bollie en Billie.[17]
- In de Jetse van Engelandlaan in Jette staat een bronzen Bollie en Billie-beeld.
- In 2006 kreeg de Brusselse Boterstraat als tweede naam de Bollie en Billiestraat.[18]